# Pycnoflatsor pokozii
Pycnoflatsor pokozii är en stekelart som först beskrevs av Narolsky och Protzenko 1993.  Pycnoflatsor pokozii ingår i släktet Pycnoflatsor och familjen brokparasitsteklar. Inga underarter finns listade i Catalogue of Life.